# Cosmarium stichochondrum
Cosmarium stichochondrum là một loài Song tinh tảo trong họ Desmidiaceae, thuộc chi Cosmarium.